# Hoofdingenieur-directeur
Een hoofdingenieur-directeur (in het spraakgebruik ook wel afgekort tot HID) is het hoofd van een regionale of landelijke dienst van de Nederlandse overheidsdienst Rijkswaterstaat.
Tot de invoering van het Bezoldigingsbesluit Burgerlijke Rijksambtenaren 1984 (BBRA'84) was het een formele rang conform de daarvoor geldende bezoldigingsbesluiten en waren ook de regionale diensthoofden van andere rijksdiensten (Volkshuisvesting en Landbouw) hoofdingenieur-directeur. Alleen bij de Rijkswaterstaat bleef ook na 1984 in de naamgeving de hoofdingenieur-directeur gehandhaafd ook toen niet-ingenieurs de functie gingen bekleden.
De naam hoofdingenieur-directeur als functieaanduiding van het hoofd van een regionale (of landelijke) dienst van de Rijkswaterstaat is ingevoerd op 1 juli 1903. Aanvankelijk werd bij de rangen onderscheid gemaakt in Hoofdingenieur-directeur der 1e klasse en Hoofdingenieur-directeur der 2e klasse. De klassenaanduiding gaf de ervaring en anciënniteit van betrokkene aan en had geen betrekking op de omvang of zwaarte van de dienst. Vanaf 1918 verviel het onderscheid in klassen.
Tot 1 juli 1903 was de naam van een regionale eenheid van de Rijkswaterstaat: district. De leiding van een district was in handen van een hoofdingenieur. De functieaanduiding was in het algemeen ook de rang van betrokkene; als deze de rang van hoofdingenieur (nog) niet bezat, maar ingenieur der 1e, 2e of zelfs 3e klasse was, werd hij aangeduid als fungerend hoofdingenieur.
De naam hoofdingenieur werd in zijn Franse vorm l'Ingenieur en chef voor het eerst gebruikt in 1811 toen het Koninkrijk Holland door Napoleon Bonaparte werd ingelijfd bij het Franse Keizerrijk. De waterstaatsorganisatie werd als 16e Inspectie opgenomen in de Service des Ponts et Chaussées van het Keizerrijk. Na het ontstaan van het Koninkrijk der Nederlanden, waarin de huidige Benelux-landen verenigd waren, bleven de aanduidingen l'Ingenieur en chef en de Nederlandse vertaling daarvan, hoofdingenieur, naast elkaar bestaan totdat in 1830 na de Belgische afscheiding alleen de Nederlandse versie bleef.
Voor 1811 was de functieaanduiding van het hoofd van een district: inspecteur.
Er is een lijst van hoofdingenieurs-directeuren van Rijkswaterstaat
Bij de Nederlandse provinciale waterstaatsdiensten werd het hoofd van dienst directeur-hoofdingenieur genoemd (in het spraakgebruik afgekort tot DHI).